# Diego Fortuny
Diego Fortuny (Salta, Salta, 27 de septiembre de 1991) es un jugador argentino de rugby que se desempeña como hooker y juega en Tarucas del Super Rugby Américas.

## Carrera
Debutó en la primera de Universitario Rugby Club (Salta) en 2010. Fue convocado a Pumitas M-20 para disputar el mundial juvenil de Rugby disputado en Italia 2011.
Con su trayectoria en su club y destacada participación en el torneo regional, fue convocado para Argentina XV para participar del Americas Rugby Championship 2017, el seleccionado terminó subcampeón.
Su buen desempeño le permitió ser contratado por los Jaguares para el Super Rugby 2018 y debutó con la franquicia en junio de ese año. Su participación en dicha franquicia lo impulso a formar parte del plantel del seleccionado nacional argentino, formando parte de la gira por Oceanía y Sudáfrica, el cual formo parte de la lista de los 23 jugadores del equipo para enfrentarse a Sudáfrica en el torneo The Rugby Championship, el cual hizo su debut oficial con la selección.
En el 2020 emigró al rugby profesional norteamericano para disputar el torneo local Major League Rugby junto al equipo Houston SaberCats, el cual dicho torneo fue cancelado por la pandemia Coronavirus.
Fortuny continuo en Houston SaberCats por dos temporadas mas (2021-2022) logrando ser capitán y jugador del equipo ideal del torneo en numerosas ocasiones.
En el 2023 Fortuny se incorpora a American Raptors (2023-2024) el cual dicho equipo se suma al torneo en desarrollo Super Rugby Americas donde le da la posibilidad de volver a jugar en suelo argentino, siendo capitán, mostrar sus habilidades de liderazgo, esfuerzo, empeño y decisión.
Culminada su participación en el torneo, en el 2024 Fortuny se incorpora como hooker medico de New Orleans Gold para la etapa final de la Major League Rugby.
Fortuny en el 2025 firma para Tarucas, equipo conformado por la región del norte de la Argentina, para competir nuevamente en el Super Rugby Americas pero sintiéndose en casa, cerca de su familia y amigos.